# Osorius variolatus
Osorius variolatus är en skalbaggsart som beskrevs av Notman 1925. Osorius variolatus ingår i släktet Osorius och familjen kortvingar. Inga underarter finns listade i Catalogue of Life.